# كونور هندرسون
كونور هندرسون (بالإنجليزية: Conor Henderson)‏ (8 سبتمبر 1991 في المملكة المتحدة - ) هو لاعب كرة قدم بريطاني في مركز الوسط. شارك مع منتخب إنجلترا تحت 17 سنة لكرة القدم ومنتخب جمهورية أيرلندا تحت 19 سنة لكرة القدم ومنتخب جمهورية أيرلندا تحت 21 سنة لكرة القدم. أما مع النوادي، فقد لعب مع ستيفيناغ بوروه وغريمسبي تاون وكوفنتري سيتي ونادي أرسنال ونادي كرولي تاون وهال سيتي.

## وصلات خارجية
- كونور هندرسون على موقع قاعدة بيانات كرة القدم.إي يو (الإنجليزية)
- كونور هندرسون على موقع Soccerbase.com (لاعب) (الإنجليزية)
- كونور هندرسون على موقع Soccerway.com (الإنجليزية)
- كونور هندرسون على موقع عالم كرة القدم.نت (الإنجليزية)
- كونور هندرسون على موقع AS.com (الإسبانية)